# Joel Perovuo
Joel Perovuo (Espoo, 11 agosto 1985) è un ex calciatore finlandese, di ruolo centrocampista.

## Carriera

### Club
Ha giocato complessivamente 19 partite nelle coppe europee, con anche 2 gol segnati in Europa League.

### Nazionale
Ha giocato 2 partite amichevoli con la nazionale finlandese, con la quale ha anche segnato un gol.

## Palmarès

### Club

#### Competizioni nazionali
- Campionato finlandese: 1

HJK: 2014
- Coppa di Finlandia: 1

HJK: 2014